# مونرو (ماساچوست)
مونرو(به انگلیسی: Monroe) شهرکی در شهرستان فرانکلین ایالت ماساچوست می‌باشد که در سال ۱۸۲۲ بنیان‌گذاری شده‌است. این شهرک در سرشماری سال ۲۰۱۰ میلادی، ۱۲۱ نفر جمعیت داشته‌است.

## نگارخانه

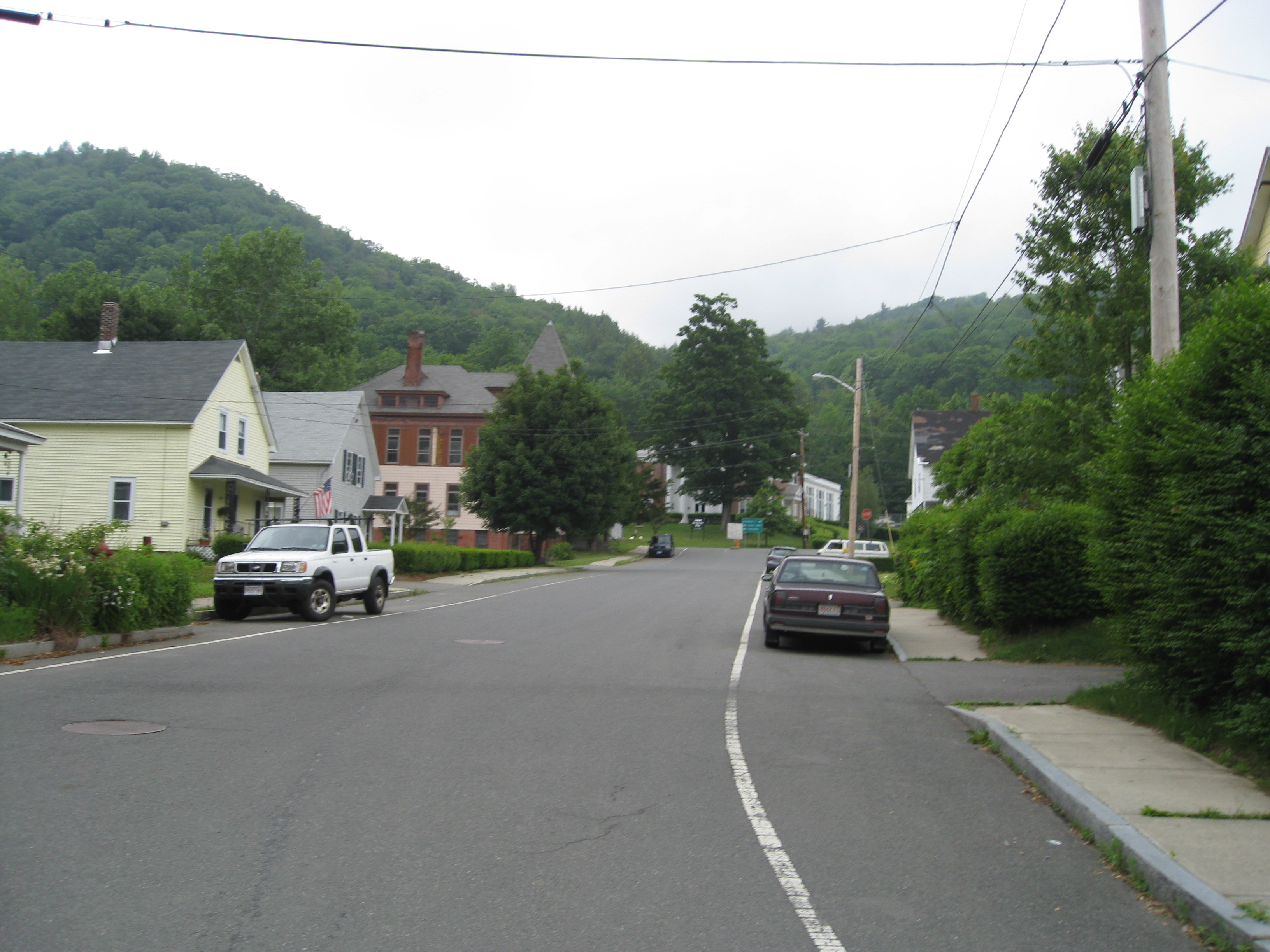
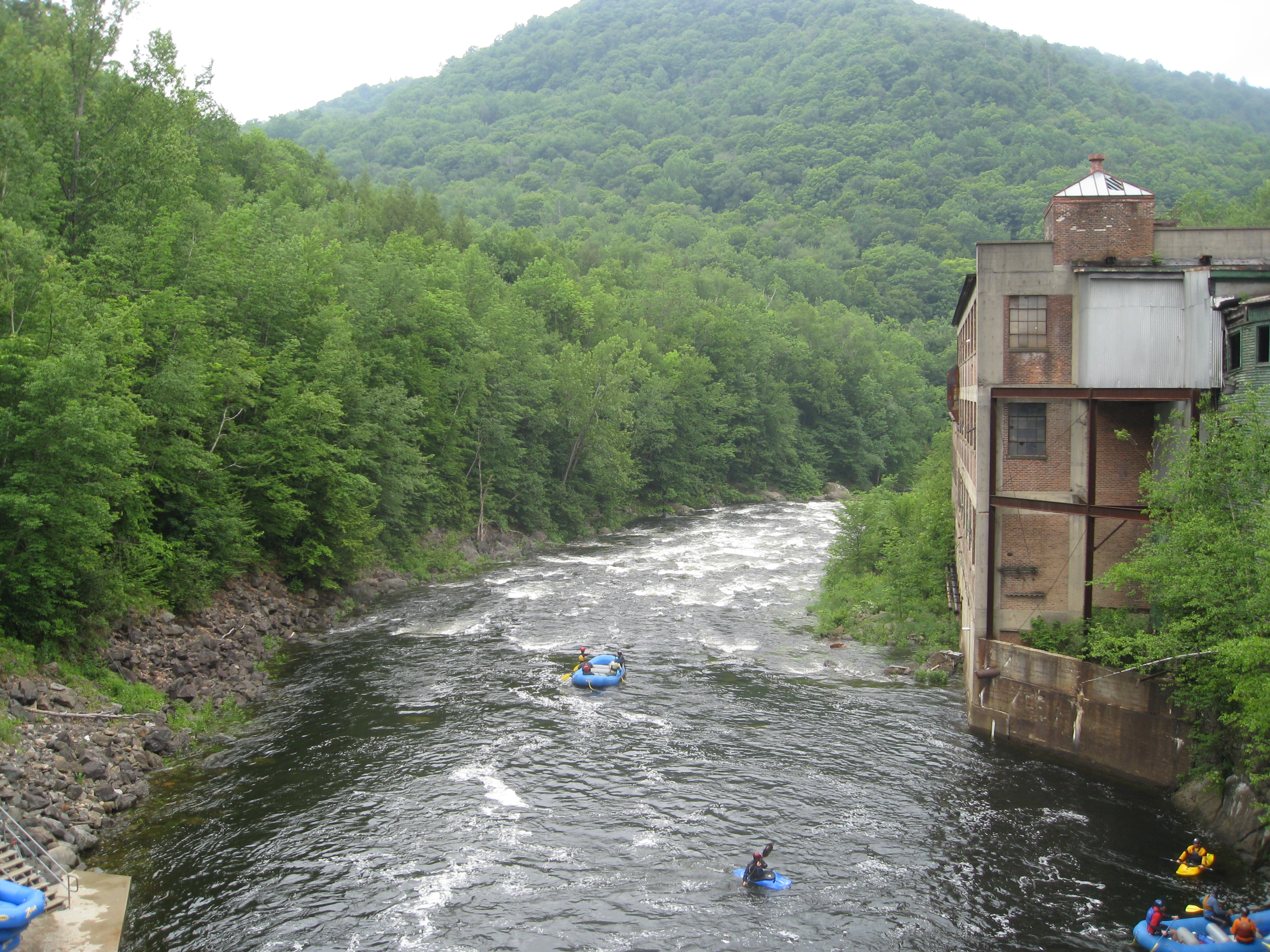
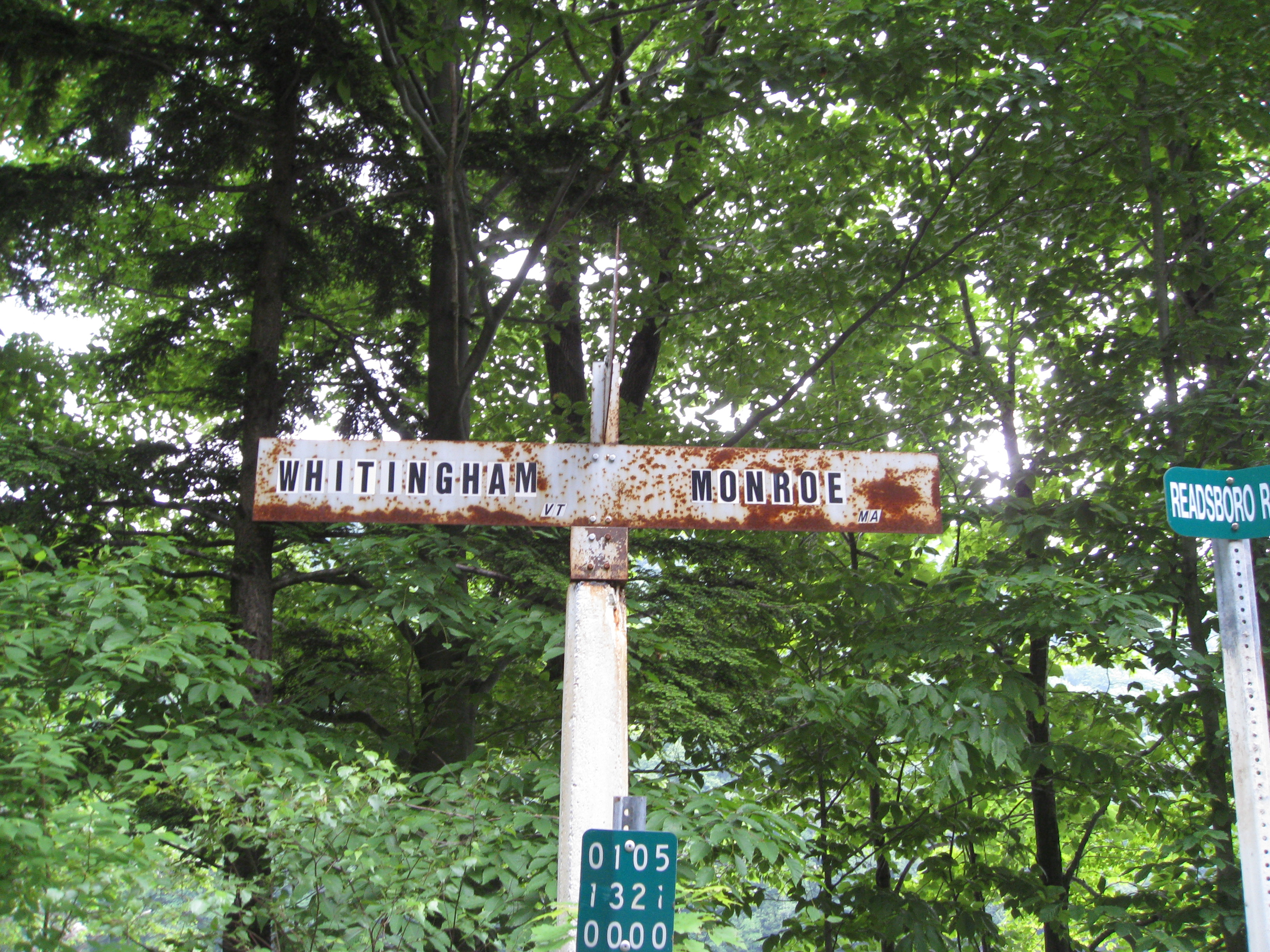
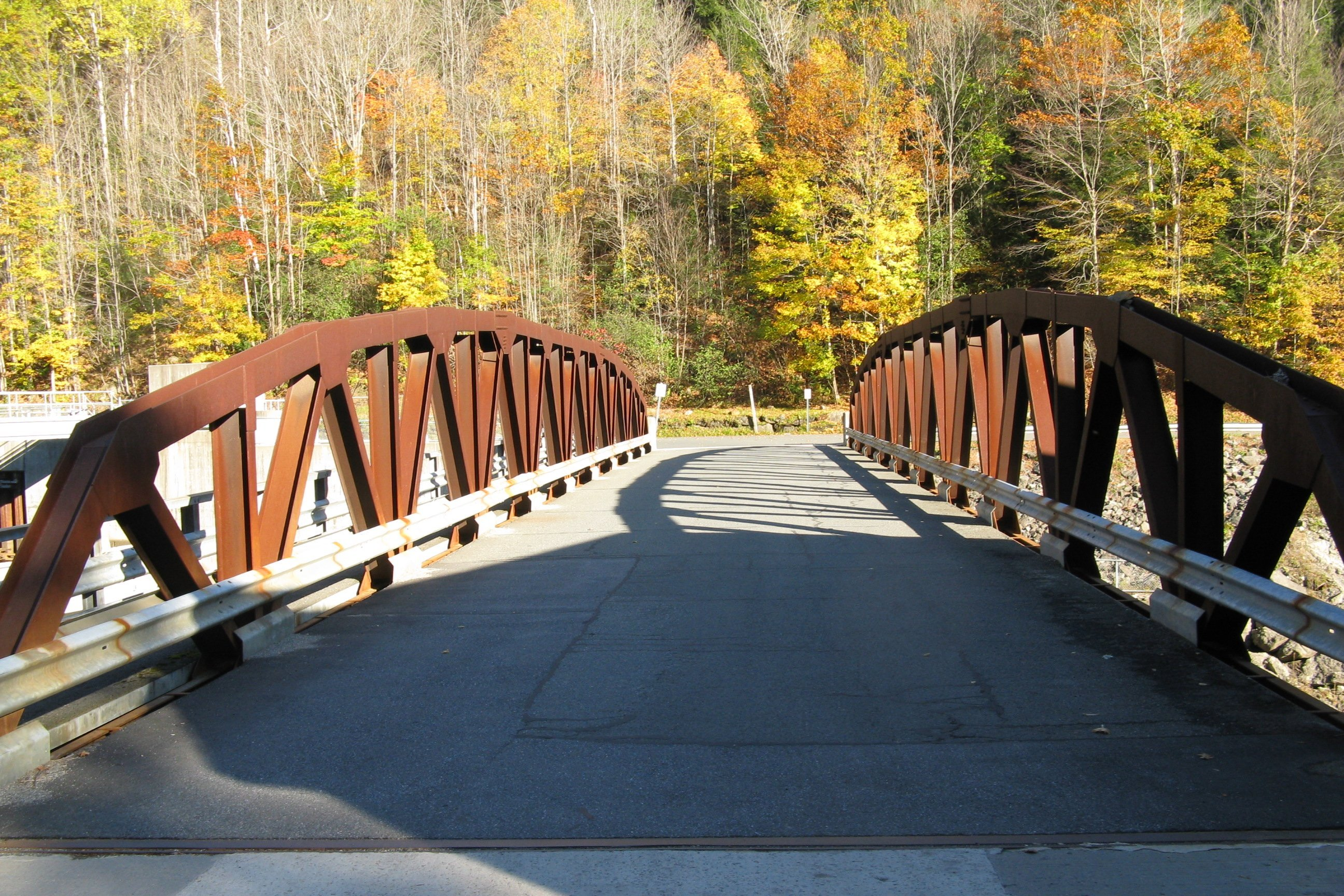